# Maria Pypelinckx

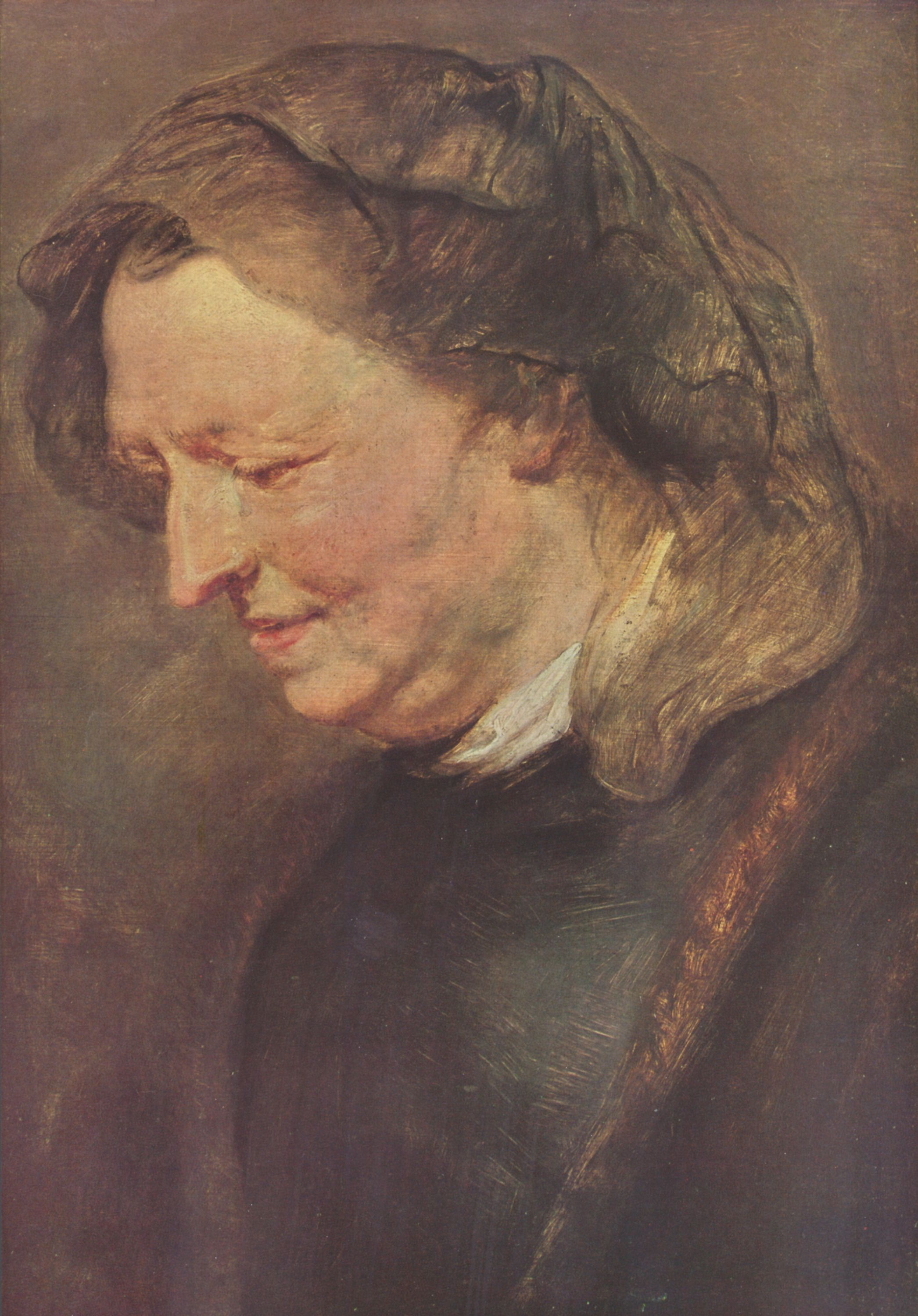
Maria Pypelinckx door Peter Paul Rubens

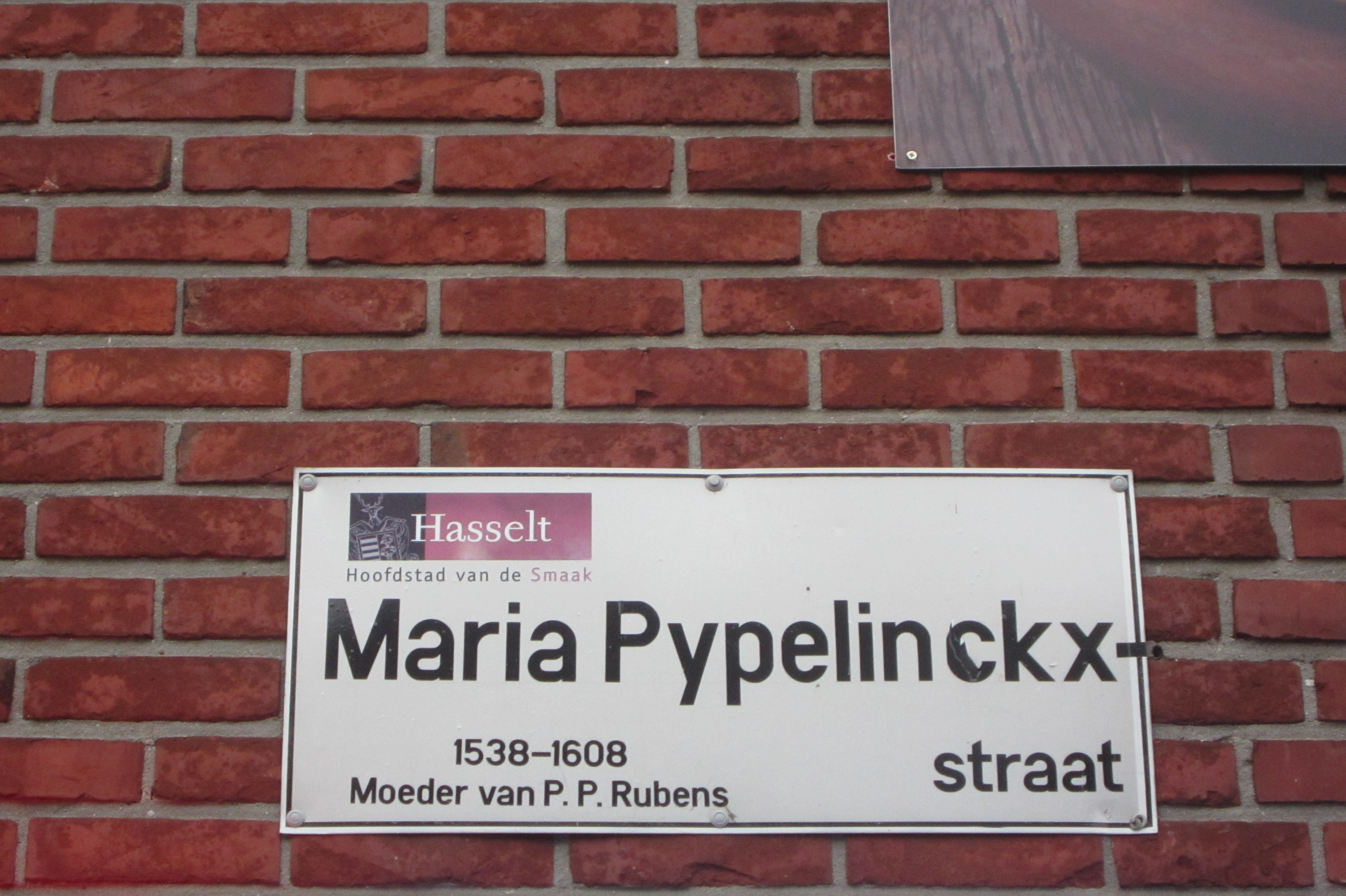
Straatnaambord Maria Pypelinckx te Kuringen (Hasselt)

Maria Pypelinckx (Kuringen, 1538 – Antwerpen, 19 oktober 1608) was de echtgenote van Jan Rubens en moeder van schilder Peter Paul Rubens.

## Biografie

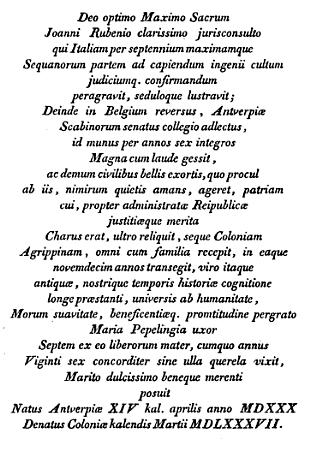
Opschrift door Pypelinckx voor het grafteken in Keulen van Jan Rubens

Maria Pypelinckx werd op 20 maart 1538 geboren te Kuringen, tegenwoordig een deelgemeente van Hasselt. Haar jeugd bracht zij door in de ouderlijke woning aan de Meir te Antwerpen. Na haar huwelijk met Jan Rubens verbleef zij daar vermoedelijk ook tot de vlucht van het jonge gezin naar Keulen en dan naar Siegen en vervolgens weer naar Keulen. In 1587, na het overlijden van haar echtgenoot, keerde zij terug naar Antwerpen in het huis aan de Meir. Maria Pypelinckx moest jarenlang de gezinszorg alleen dragen ingevolge de echtbreuk van haar man, begaan met Anna van Saksen, echtgenote van Willem de Zwijger, waarvoor hij in Duitsland gevangen werd genomen en later verbannen. In 1601 verwierf zij een woning in de Kloosterstraat in Antwerpen, recht tegenover de huidige Sint-Michielsstraat waar zij in 1608 overleed.

## Wetenswaardig
Volgens de notariële akten in verband met renten en erfenis bevond de hoogzwangere Maria Pijpelinckx zich in Antwerpen van 13 juli 1576 tot oktober 1576. Verder heeft zij tussen 26 april en 13 juni 1577 een korte reis naar de Nederlanden gemaakt. Deze bronnen gaan in tegen het vermoeden dat Peter Paul Rubens geboren zou zijn op 28 juni 1577 in Siegen, zoals algemeen wordt aangenomen.
In Pypelinckxs geboortedorp Kuringen en in Antwerpen (nabij het Rubenshuis) is een straat naar haar vernoemd.
In het Gentse Rijksarchief stootte een onderzoeker op het testament uit 1583 van Rubens' moeder. In het testament komen nieuwe feiten aan het licht zoals haar bezorgdheid om haar goederen veilig te stellen voor haar kinderen.